# Ivan Leko
Ivan Leko (nacido el 7 de febrero de 1978 en Split) es un exfutbolista y entrenador croata. Actualmente dirige al KAA Gent de la Primera División de Bélgica.

## Carrera como jugador
Leko comenzó su carrera en el club de su ciudad natal, el Hajduk Split, y jugó allí durante varias temporadas antes de mudarse a España para fichar por el Málaga CF. En sus primeros años senior, fue cedido al HNK Trogir.
En enero de 2005, Leko regresó por un breve período con Hajduk; en el verano se unió al Club Brujas. El 15 de enero de 2009 decidió firmar un contrato con el Germinal Beerschot. Tras su paso por el equipo de Amberes, siguió con su carrera en el Lokeren.

## Selección nacional
Leko hizo su debut con Croacia en un partido de junio de la Copa de Corea de 1999 contra Egipto, entrando como suplente en el minuto 65 de Mario Cvitanović, y disputó un total de 13 partidos sin marcar goles. Fue llamado al equipo para participar en la Copa del Mundo 2006, pero no participó en el torneo, ya que Croacia salió en la fase de grupos. Su último partido internacional fue un amistoso en junio de 2006 contra España. 

### Participaciones en Copas del Mundo
| Copa                           | Sede     | Resultado      |
| ------------------------------ | -------- | -------------- |
| Copa Mundial de Fútbol de 2006 | Alemania | Fase de grupos |

## Carrera como entrenador
Leko hizo su debut como entrenador en 2014, con Oud-Heverlee Leuven, pero dirigió al club durante una temporada. En 2015 se convirtió en asistente del entrenador del PAOK griego bajo el cuerpo técnico del técnico croata Igor Tudor, quien fue despedido en 2016. 
Durante una temporada, 2016-17, dirigió al Sint-Truidense y las siguientes dos temporadas, 2017-18 y 2018-19, Leko fue el entrenador del Club Brujas. Obtuvo la Jupiler Pro League y la Supercopa de Bélgica en su primera temporada en el Brujas. Además, Leko ganó el premio al Mejor Entrenador del Año. En octubre de 2018, la policía belga lo interrogó por una investigación de corrupción. En mayo de 2019, el Brujas y Leko separaron sus caminos. El 1 de junio de 2019 fue designado en su nuevo club, el Al-Ain. En diciembre de 2019, Leko dejó el club emiratí tras una desastrosa derrota en casa ante el Al-Dhafra. Ambas partes acordaron poner fin a su cooperación después de cinco meses de mala actuación.
El 20 de mayo de 2020, Leko fue nombrado entrenador del Royal Antwerp. Tomando el control del equipo de Laszlo Bölöni, llevó al equipo a ganar su primera Copa de Bélgica desde 1992, con una victoria por 1-0 contra su antiguo equipo, el Brujas, en la final. Esto le valió al club una clasificación en la fase de grupos de la UEFA Europa League 2020-21 por primera vez en la historia del club, donde fueron sorteados en el Grupo J contra Tottenham Hotspur, LASK y Ludogorets Razgrad. Leko llevó al equipo a un sorprendente segundo puesto en el grupo, con 4 victorias y 2 derrotas, que culminó con una victoria en casa por 1-0 contra el Tottenham el 29 de octubre; como resultado, el equipo se clasificó para los dieciseisavos de final, donde se enfrentaron al Rangers. 
En diciembre de 2020, Leko dejó el club de Amberes justo antes del partido contra los escoceses y se mudó al Shanghái Port, bajo un contrato de 5 millones de euros netos totales por 2 años. El 1 de enero de 2021, Leko fue oficializado como entrenador del club chino. En diciembre de 2022, fue destituido de su cargo.
El 31 de diciembre de 2022, fue presentado como técnico del Hajduk Split croata y firmó un contrato hasta junio de 2025.En octubre de 2023, fue despedido luego de una serie de malos resultados.
En enero de 2024, fue oficializado como entrenador del Standard de Lieja hasta junio de 2026. El 5 de junio de 2025, abandonó su puesto para asumir al frente del KAA Gent.

## Clubes

### Como jugador
| Club                | País    | Año       |
| ------------------- | ------- | --------- |
| Hajduk Split        | Croacia | 1995-2001 |
| HNK Trogir (cedido) | Croacia | 1996      |
| Málaga CF           | España  | 2001-2004 |
| Hajduk Split        | Croacia | 2005      |
| Club Brujas         | Bélgica | 2005-2009 |
| Germinal Beerschot  | Bélgica | 2009      |
| Lokeren             | Bélgica | 2009-2014 |

### Como entrenador
| Club                | País                   | Año           |
| ------------------- | ---------------------- | ------------- |
| Oud-Heverlee Leuven | Bélgica                | 2014          |
| Sint-Truidense      | Bélgica                | 2016-2017     |
| Club Brujas         | Bélgica                | 2017-2019     |
| Al-Ain              | Emiratos Árabes Unidos | 2019          |
| Royal Antwerp       | Bélgica                | 2020          |
| Shanghái Port       | China                  | 2021-2022     |
| Hajduk Split        | Croacia                | 2022-2023     |
| Standard de Lieja   | Bélgica                | 2024-2025     |
| KAA Gent            | Bélgica                | 2025-presente |

## Palmarés

### Como jugador

#### Campeonatos nacionales
| Título                  | Club         | País    | Año     |
| ----------------------- | ------------ | ------- | ------- |
| Copa de Croacia         | Hajduk Split | Croacia | 1999-00 |
| Primera Liga de Croacia | Hajduk Split | Croacia | 2000-01 |
| Primera Liga de Croacia | Hajduk Split | Croacia | 2004-05 |
| Supercopa de Bélgica    | Club Brujas  | Bélgica | 2005    |
| Copa de Bélgica         | Club Brujas  | Bélgica | 2006-07 |
| Copa de Bélgica         | KSC Lokeren  | Bélgica | 2011-12 |

#### Copas internacionales
| Título                    | Club         | País   | Año  |
| ------------------------- | ------------ | ------ | ---- |
| Copa Intertoto de la UEFA | Málaga C. F. | España | 2002 |

### Como entrenador

#### Campeonatos nacionales
| Título               | Club          | País    | Año     |
| -------------------- | ------------- | ------- | ------- |
| Jupiler Pro League   | Club Brujas   | Bélgica | 2017-18 |
| Supercopa de Bélgica | Club Brujas   | Bélgica | 2018    |
| Copa de Bélgica      | Royal Antwerp | Bélgica | 2019-20 |